# 圭多尼亚
圭多尼亚-蒙特切利奥（義大利語：Guidonia Montecelio，義大利語發音：[ɡwiˈdɔːnja ˌmonteˈtʃɛːljo]），一般称作圭多尼亚（義大利語：Guidonia），是位于意大利中部拉齐奥大区羅馬首都廣域市的市镇，距离环绕首都罗马的A90高速公路几公里远。该镇以平原为主，毗邻新丰特、马尔切利纳、帕隆巴拉萨比纳、罗马、圣波洛德伊卡瓦列里、圣安杰洛罗马诺和蒂沃利。

## 友好城市
圭多尼亚蒙特切利奥与以下城市互为友好城市：
- 日本川崎市
- 美国卡纳维拉尔角
- 俄羅斯卡希拉